# Luis Masabanda
Luis Miguel Masabanda (* 13. Januar 1996) ist ein ecuadorianischer Leichtathlet, der sich auf den Langstreckenlauf spezialisiert hat. 

## Sportliche Laufbahn
Erste internationale Erfahrungen sammelte Luis Masabanda im Jahr 2021, als er bei den Südamerikameisterschaften in Guayaquil mit 14:51,52 min auf den elften Platz im 5000-Meter-Lauf gelangte. Im Jahr darauf belegte er bei den Juegos Bolivarianos in Valledupar in 15:09,62 min den zehnten Platz über 5000 Meter und gelangte im 10.000-Meter-Lauf mit 31:33,41 min auf Rang sieben. Bei den Halbmarathon-Südamerikameisterschaften 2023 in Santa Cruz de la Sierra gewann er in 1:05:02 h die Bronzemedaille hinter dem Brasilianer Johnatas de Oliveira und seinem Landsmann Rafael Loza. 2025 gewann er bei den Südamerikameisterschaften in Mar del Plata in 29:03,88 min die Bronzemedaille über 10.000 Meter hinter dem Chilenen Ignacio Velásquez und Nider Pariona aus Peru und belegte über 5000 Meter in 14:08,53 min den fünften Platz.

## Persönliche Bestleistungen
- 5000 Meter: 14:08,53 min, 27. April 2025 in Mar del Plata
- 10.000 Meter: 29:03,88 min, 25. April 2025 in Mar del Plata
- Halbmarathon: 1:02:00 h, 27. Oktober 2024 in Valencia